# (10488) 1985 RS1
1985 أر أس 1 (ويعرف أيضًا باسم (10488) 1985 أر أس 1 وفق تسمية الكوكب الصغير) (بالإنجليزية: 1985 RS1)‏ هو كويكب ضمن حزام الكويكبات؛ وترتيبه 10488 من حيث الاكتشاف.
اكتُشف هذا الجُرم الفلكي بواسطة بول وايلد في 12 سبتمبر 1985.

## وصلات خارجية
- (10488) 1985 RS1 في قاعدة بيانات مختبر الدفع النفاث لأجرام النظام الشمسي الصغيرة

- الاكتشاف · مخطط المدار ·  العناصر المدارية · المعلمات المادية

- (10488) 1985 RS1 على موقع ويكي سكاي: DSS2, SDSS, GALEX, IRAS, Hydrogen α, X-Ray, Astrophoto, Sky Map, Articles and images